# نايجل هارفي بينيت
نايجل هارفي بينيت (23 سبتمبر 1912 في المملكة المتحدة - 26 يوليو 2008 ببرستل في المملكة المتحدة) (بالإنجليزية: Nigel Harvie Bennett)‏ هو مهندس ولاعب كريكت بريطاني. لعب مع نادي مقاطعة سري للكريكت ‏.

## وصلات خارجية
- نايجل هارفي بينيت على موقع إي آس بي آن كريك إنفو (الإنجليزية)